# Египетский конституционный референдум (2014)
Конституционный референдум проходил в Египте 14 — 15 января 2014 года для египтян, проживающих в стране. Египтяне, проживающие за рубежом, голосовали с 8 по 12 января 2014 года. Новая Конституция была одобрена подавляющим большинством в 98,1 % голосов при явке 39 %.

## Контекст
После свержения Мохаммеда Мурси 3 июля 2013 в Египте было объявлено о приостановлении действия конституции. В рамках «дорожной карты» по выводу страны из кризиса была сформирована специальная комиссия, которая начала разработку текста новой конституции. В комиссию вошли 50 человек, в том числе политики, военные, представители коптов и два исламиста из движения «Братья-мусульмане».
Текст новой конституции, по принятию которой проходит референдум, был передан на утверждение временному президенту Египта Адли Мансуру 3 декабря 2013 года. В тексте нового основного закона содержатся статьи, ограничивающие роль ислама в жизни страны и усиливающие влияние военных и парламентариев. В проекте говорится об установлении в Египте «гражданского правительства» и ограничении применения норм шариата. Военным конституция предоставляет право на протяжении срока работы двух следующих президентов выдвигать кандидатуру министра обороны. Одновременно право смещать и судить президента получает парламент. Для этого потребуются голоса двух третей депутатов, а также положительный исход соответствующего референдума.

## Голосование

Явка по округам.

Большинство египтян, проживающих заграницей, одобрило проект новой конституции: по разным данным из ста тысяч проголосовавших от 90 % до 99 % проголосовали в поддержку нового основного закона.
Участки для голосования в Египте открылись 14 января 2014 года в 9 утра по местному времени (11 утра по Москве). Ожидается, что в голосовании примут участие более 52 миллионов человек. Голосование продолжилось в среду 15 января. Избирательные участки закрылись 21:00 по местному времени (1:00 16 января по Москве).

## Сопутствующие события
В ходе столкновений, сопровождавших первый день референдума, погибли десять человек:
- пять человек погибли в пригородах Каира, где сторонники организации «Братья-мусульмане» попытались сорвать голосование, но встретили отпор со стороны местных жителей; беспорядки были пресечены военными и полицией; также в Каире взорвалась бомба у здания суда, никто не пострадал;
- в Бени-Суэйфе протестующие штурмовали избирательный участок; один из активистов был застрелен.
- четыре человека погибли в городе Сохаг в результате стрельбы, которую боевики открыли по направлявшимся на референдум прохожим[7].

## Результат
Проект новой конституции Египта поддержало на референдуме подавляющее большинство избирателей. Об этом заявил в ночь на 16 января глава департамента министерства внутренних дел Египта по связям с общественностью Абдельфатта Осман со ссылкой на предварительные результаты. За проект конституции проголосовали не менее 95 процентов египтян. Явка составила по меньшей мере 55 процентов.

Официальные результаты референдума были объявлены спустя 72 часа после закрытия избирательных участков. По ним проект конституции Египта поддержали 98,1 % избирателей. Явка составила 38,6 %.